# Svjetsko prvenstvo u nogometu – Kanada, Meksiko i SAD 2026.
Svjetsko nogometno prvenstvo – Sjeverna Amerika 2026., bit će 23. svjetsko nogometno prvenstvo, četverogodišnje međunarodno muško prvenstvo u nogometu u međusobnom natjecanju nacionalnih reprezentacija koji su članovi nogometnog saveza FIFA-e. Ovo prvenstvo održavat će se u 16 gradova tri sjevernoameričke zemlje: Kanade, Meksika i SAD-a. Ovo će biti prvo svjetsko prvenstvo koje organiziraju 3 zemlje. Posljednje svjetsko prvenstvo koje je organiziralo više zemalja bilo je Svjetsko prvenstvo u nogometu u Južnoj Koreji i Japanu 2002. godine. Bit će ukupno 80 utakmica, uključujući osminu završnice, četvrtzavršnicu, poluzavršnicu i završnicu koje će se održati: u SAD-u 60, a Kanada i Meksiko svaka će imati po deset utakmica.
Ujedinjena sjevernoamerička kandidatura pobijedila je svoga suparnika u kandidaturi, Maroko po završnom glasovanju na 68. FIFA Kongresu u Moskvi. To će biti prvo svjetsko prvenstvo od svjetskog nogometnog prvenstvu u Koreji i Japanu 2002. godine koje će se održavati u više od jedne države. Meksiko ima u svojoj prošlosti održavanje dva prvenstva, 1970. i 1986., te će postati prva država koja će biti domaćinom trima svjetskim prvenstvima.
Svjetsko nogometno prvenstvo – Sjeverna Amerika 2026. bit će prvo svjetsko nogometno prvenstvo koje je prošireno s 32 na 48 momčadi.

## Vanjske poveznice
- Službena stranica